# Elizabeth Odio Benito
Elizabeth Odio Benito (Puntarenas, 15 settembre 1939) è una giudice costaricana della Corte penale internazionale, Divisione Giudicante.
Eletta dall'Assemblea degli Stati Parte nel Gruppo degli Stati latino-americani e caraibici (GRULAC), Lista A, l'11 marzo 2003 per nove anni.